# تفجيرات كربلاء–الرمادي 2006
في 5 يناير 2006، شُنّت سلسلة من الهجمات الانتحارية في مدينة كربلاء المقدسة وفي وسط مدينة الرمادي، أسفرت كل منها عن مقتل حوالي 60 شخصًا أو أكثر.
نفذ تفجيرات الرمادي انتحاريان فجرا نفسيهما خلال دقائق قليلة من بعضهما البعض. ووفقًا للإحصائيات التي قدمها شهود عيان، بلغ إجمالي عدد الضحايا 118 شخصًا، منهم 110 من المدنيين العراقيين الذين كانوا يتطوعون للانضمام إلى الشرطة العراقية، وثمانية أمريكيين. ولقي ثلاثون مدنيًا مصرعهم على الفور، ونُقل 46 آخرون إلى مخيم الرمادي لتلقي العلاج.

## الجناة
وفقًا لتقرير نشرته صحيفة واشنطن بوست في 6 يناير 2006، زعم سكان الرمادي أن تنظيم القاعدة هو من نفذ الهجمات.

## وصلات خارجية
- Iraq suicide bomb blasts kill 120
- Up to 130 Killed in Iraq, Drawing a Shiite Warning
- Hope Seen Amid Violence